# Bronquite infecciosa das galinhas
Bronquite infecciosa das galinhas (BIG) ocorre em galinhas (Gallus gallus domesticus), embora tenha sido também descrita em um episódio em faisões (Phasianus sp.). A BIG tem grande importância em avicultura industrial, por seu impacto econômico, por causar aumento da mortalidade, perdas em desempenho, grande queda quantitativa e qualitativa na produção de ovos, infertilidade, facilitação de infecções oportunistas e necessidade de uso de antibióticos para contê-las e aumento na condenação de carcaças de frangos de corte no abatedouro. A BIG é considerada atualmente a doença que mais causa prejuízos à avicultura industrial de galinhas e frangos no Brasil e no mundo. 

## Etiologia
A bronquite infecciosa das galinhas é causada pelo vírus da bronquite infecciosa (IBV- infectious bronchitis virus), um Gammacoronavirus.  As proteínas estruturais de IBV, descritas de fora para dentro do vírion, no envelope, são a grande glicoproteína S (spike) (S1 + S2), ancorada no envelope e projetada para fora da partícula viral, proteína M (membrana) e E (pequena do envelope), ambas principalmente embebidas no envelope, e no cerne, N (nucleoproteína) envolvendo o RNA de fita simples. As estirpes de IBV formam um grupo heterogêneo de pequenas variações nucleotídicas (quasi-species). Variações no código genético da glicoproteína S1 determinam diferenças na composição de aminoácidos e variação de sorotipos de baixa proteção cruzada. As mais relevantes mudanças, considerando a evasão à proteção do hospedeiro, estão principalmente confinadas na região mais externa da projeção superficial do envelope (glicoproteína S1). Os diversos sorotipos, ao induzirem baixa proteção cruzada, tornam difícil o sucesso nos programas de vacinação. A adsorção e penetração do IBV nas células alvo (epitélio ciliado respiratório, enterócito, epitélio tubular renal, etc.) são dependentes da integridade do frágil envelope lipídico de IBV (e suas glicoproteínas), sendo o vírus facilmente destruído por limpeza (detergentes e desinfetantes), e fatores naturais de inativação, como o calor e radiação solar. No envelope lipídico, as glicoproteínas formam projeções superficiais (S), com funções na adsorção e penetração na célula. A região mais externa de S, denominada S1, liga-se aos receptores celulares glicoprotéicos do tipo ácido siálico. Variações na composição de aminoácidos em regiões hipervariáveis de S1 determinam diversidades antigênicas que definem sorotipos. Os coronavírus têm genoma RNA com um segmento de fita simples e polaridade positiva. O RNA é copiado na célula infectada em 6 segmentos de RNA subgenômicos. Em co-infecção com estirpes diferentes, na montagem de novo vírion, pode-se gerar progênie viral recombinante, que juntamente com mutações, têm potencial de evasão à imunidade pré-estabelecida. Estes são os principais mecanismos para emergência de novo surto de BIG em plantéis vacinados. No Brasil, há estudos que demonstram amplas variações genéticas e sorológicas de IBV na avicultura industrial, em estirpes e isolados de diferentes regiões geográficas e diferentes épocas (estudos feitos na UFMG, UNESP, UNICAMP, USP etc). A epidemiologia de Gammacoronavirus pode ser complexa, com uma diversidade de isolados caracterizados em Anseriformes, Ciconiiformes e Pellecaniformes e mais recentemente em Procellariiformes.

## Transmissão e doença
As regiões de alta densidade populacional avícola (Gallus gallus domesticus) têm problemas continuados com BIG. Em regiões ou granjas com ocupação contínua de frangos de corte ou galinhas (sem vazio sanitário), a erradicação é impossível ou muito difícil. As estirpes que circulam na região podem ser derivadas de estirpes vacinais por mutação ou recombinação com estirpes de campo. Entretanto, é possivel a erradicação de BIG em granjas ou núcleos sem vacinação contra BIG, que mantenham idade única, vazio sanitário entre lotes e programa de biosseguridade.A doença atinge diversos sistemas da galinha, em intensidade que varia com a idade da ave, qualidade do manejo, status imune e estirpe de vírus. Os problemas mais severos com BIG ocorrem em núcleos, regiões ou empresas que mantêm populações de galinhas/frangos de idades variadas e próximos. O desafio de aves mais jovens nas proximidade de aves mais velhas, tende a ser mais severo e permitir a infecção oportunista, por Escherichia coli, especialmente em criações com baixa qualidade sanitária e de manejo e pobre renovação do ar, especialmente aves que estão no chão, como frangos de corte e frangas de reposição. A doença predominante é respiratória, com estertores, tosse, dispneia, insuficiência respiratória, asfixia e morte dos mais jovens. A forma respiratória pode evoluir para renal, com a infecção que destrói a função dos rins, levando à mortalidade por insuficiência renal. Na traqueia pode haver muco, congestão e hemorragia e nos rins acumulação de urato nos ureteres, aumento de volume e marmorização. Muitas estirpes podem infectar o oviduto de galinhas em crescimento (frangas) ou em postura. A infecção das frangas pode impedir o desenvolvimento adequado do oviduto. A infecção de adultas em postura resulta em queda brusca da produção, produção de ovos sem casca, casca frágil, rugosa ou irregular. As alterações no aspecto da casca ocorrem por lesão do útero. Lesões nas glândulas do magno impedem a formação da albumina e resultam em ovos com clara aquosa. As lesões no magno e útero podem ser irreversíveis. Algumas estirpes infectam os intestinos e resultam em diarreia, desidratação, deficiente digestão e absorção de nutrientes e nanismo infeccioso.

## Diagnóstico
A doença pode atingir os sistemas respiratório, reprodutor, intestinal e/ou excretor, em região densamente povoada por galinhas ou frangos e sem uniformização da vacinação (sem data única). A suspeita é especialmente significativa se há histórico de BIG prévia e não há vazio sanitário ou biosseguridade. Entre as doenças respiratórias, a BIG é a mais comum em regiões com intensidade de avicultura, proximidade de granjas e multiplicidade de idades. Há doenças de manifestação clínico-patológica semelhante à BIG, como as micoplasmoses (Mycoplasma, M. gallisepticum, M. synoviae, M. imitans, M. meleagridis, M. iowae, etc.) e colibaciloses (Escherichia coli), que podem ocorrer como co-infecções com IBV, pneumovirose (Metapneumovirus aviário), laringotraqueíte infecciosa (Herpesviridae, Alphaherpesvirinae, Iltovirus) e doença de Newcastle (Paramyxoviridae, Avulavirus) por estirpes mesogênicas ou lentogênicas. O diagnóstico definitivo depende de confirmação laboratorial. Anticorpos específicos para IBV podem ser determinados por sorologia em ELISA ou inibição da hemaglutinação. Em aves vacinadas pode-se observar títulos ascendentes em duas colheitas de soros, com intervalo de 15 dias e, em aves não vacinadas, os títulos de anticorpos mínimos significativos (acima de 8). O IBV pode ser isolado e caracterizado em laboratório. O isolamento pode ser feito por 5 passagens consecutivas em ovos embrionados de 8-11 dias de incubação, obtidos de galinhas SPF, incubados por até 7 dias após a inoculação. Os anexos ou tecidos dos embriões podem ser examinados por métodos imunoenzimáticos ou por RT-PCR (transcrição reversa e reação em cadeia pela polimerase), para a detecção do IBV ou de seu genoma, respectivamente, geralmente após 48h da 3ª passagem. A RT-PCR seguida de análise dos produtos por restrição enzimática ou seqüenciamento permite a caracterização do isolado. A RT-PCR e análise do produto amplificado pode também ser feita a partir dos tecidos das aves doentes.

## Prevenção,controle e tratamento
Para a prevenção da Bronquite infecciosa das galinhas, pode-se necessitar o despovoamento (vazio sanitário) do núcleo, granja e/ou região, para a adequada desinfecção. A uniformização das idades das aves no núcleo, granja ou região, pode permitir a adoção de vacinação geral na granja, infecção vacinal homogênea, em data única, potencialmente a melhor estratégia para proporcional uniformidade de respostas e menor escape de vírus mutantes. A resposta imune sub-protetora é considerada indutora de pressão de seleção de vírus mutantes resistentes à imunidade induzida. Da desuniformidade imune surgem os mutantes e perpetuam-se os episódios com vírus variantes. A data única de vacinação local é importante e objetiva reduzir o escape de vírus para plantéis sensíveis. Todas as tentativas de controle por vacinação em granjas, núcleos ou regiões que mantenham idades múltiplas, têm efeito benéfico apenas temporário. Pode ser necessária a adoção de vacina autóctone, como protetotipos, para a indução de proteção contra as frequentes estirpes variantes. No Brasil, estão permitidas vacinas vivas do sorotipo Massachusetts (H120, Ma5, etc), atenuadas por passagens em ovo embrionado de galinha SPF. As vacinas vivas podem ser aplicadas no incubatório por nebulização ou na chegada à granja por nebulização ou gota ocular e, as inativadas são aplicadas via intramuscular no peito. A via água de bebida (vacinas vivas) resulta em resposta imune desuniforme. As poedeiras e reprodutoras podem necessitar da vacinação com vacina inativada, para a proteção sistêmica, principalmente, do oviduto. As complicações bacterianas são comuns para aves de chão, frangos de corte e frangas de reposição, geralmente pela infecção por Escherichia coli, e comumente exigem terapia antibacteriana, escolhida com base em teste de sensibilidade.